# Pasir Gintung (Jayanti)
Pasir Gintung is een bestuurslaag in het regentschap Tangerang van de provincie Banten, Indonesië. Pasir Gintung telt 8006 inwoners (volkstelling 2010).